# Alan Carr: Chatty Man
Alan Carr: Chatty Man é um talk-show de comédia apresentado por Alan Carr, exibido no Channel 4.